# 326 до н. е.

## Події
- Битва при Гідаспі — Александр Македонський переміг індійського короля Пора.
- кінець влади в Афінах Лікурга

## Народились
- Фарнаваз I